# Karl Pilkington
Karl Pilkington, född 23 september 1972 i Manchester, är en brittisk radioproducent, radiopratare och författare. 
Pilkington träffade Ricky Gervais och Stephen Merchant första gången som producent för The Ricky Gervais Show på XFM 2001. Under programseriens gång fick Pilkington mer och mer utrymme att prata fritt allt eftersom Gervais och Merchant märkte hur egenartad han var i sina kommentarer. Han är mest känd för sin medverkan i TV-programmet En idiot på resa. Han är också känd för poddsändningen The Ricky Gervais Show tillsammans med Ricky Gervais och Stephen Merchant. Pilkington har också medverkat som skådespelare i Ricky Gervais tv-serie Derek.
Pilkington har även skrivit och illustrerat ett antal böcker: The World of Karl Pilkington, Happyslapped by a Jellyfish, Karlology, An Idiot Abroad och senast The Further Adventures of An Idiot Abroad.